# Вуздечка статевих губ

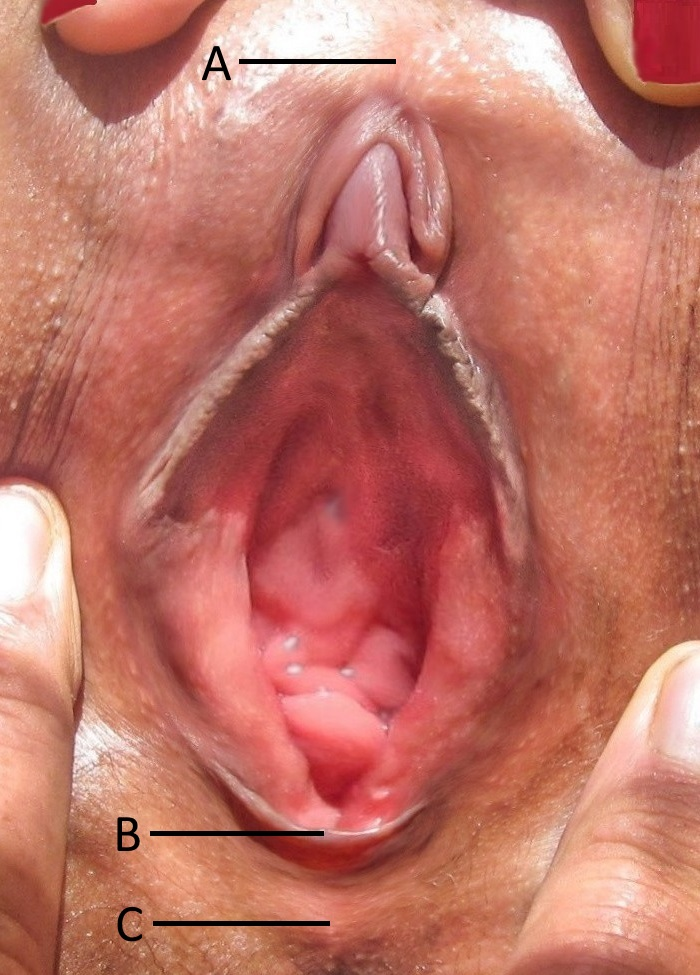
Вульва з розведеними статевими губами: передня спайка великих статевих губ (A), вуздечка малих (B) і великих статевих (C) губ

Вуздечка статевих губ, задня спайка статевих губ — місце, де статеві губи сходяться ззаду.

## Патологія
Вуздечка статевих губ може бути розірваною під час вагінального сексу або пологів через раптове розтягування вагінального отвору. Щоб запобігти такій травмі, акушери та, рідше, акушерки можуть виконати епізіотомію, навмисний розріз промежини від вуздечки статевих губ вздовж промежини в напрямку до ануса. Іноді цей хірургічний розріз може поширюватися на тіло промежини й таким чином зменшувати функцію анального сфінктера. Тому деякі акушери вирішили виконувати задньо-бічний розріз промежини.
Вуздечка також може бути розірвана під час актів сексуального насильства з проникненням, наприклад, зґвалтування. Коли вуздечка розривається, кровотеча, яка виникає, іноді потребує хірургічного зашивання для стримування.